# エミール・レープ
エミール・レープ（Emil Leeb, 1881年6月17日 – 1969年9月8日）はドイツの軍人。
第二次世界大戦ではポーランド侵攻に従軍し、それ以降は敗戦直前まで陸軍兵器局の局長を務めた。
5歳年上の兄にヴィルヘルム・フォン・レープ（元帥）、父はバイエルン陸軍大佐のアドルフ・レープ（大佐）など身内に有名な軍人がいる。

## 経歴

### 生い立ち
バイエルン王国（現在のバイエルン州）パッサウで生まれる。
エミールと兄ヴィルヘルムは幼少期から父のすすめで軍に入隊することを考えていた。

### 入隊
1901年7月7日、二人はともにバイエルン陸軍に入隊しエミールは第4野戦砲兵連隊ケーニヒに配属された。

### 第一次世界大戦
第一次世界大戦では第1野戦砲兵連隊副官、参謀本部勤務、第15予備軍団参謀などを務め、
一級・二級鉄十字章を受賞した。

### 戦間期
敗戦後も除隊の波を乗り越え軍に残り義勇軍支隊、第7師団参謀、第7砲兵連隊大隊長、第15歩兵師団長、兵器開発・試験長などを務め1939年、第11師団長に就任し砲兵大将に昇進した。

### 第二次世界大戦
開戦時はポーランド侵攻に参加し、南方軍集団第10軍、第8軍の元でブズラの戦い、ワルシャワの戦いなどの主要な戦いに参加した。
1940年にカール・ベッカー兵器局長が軍への弾薬供給不足の責任を問われ自決するとエミールは以前の経験から後任に選ばれ陸軍兵器局長に就任した。
その頃、兄のヴィルヘルム・フォン・レープは陸軍元帥に昇進した。
エミールはその後除隊まで兵器の審査、調達を担当した。また生物兵器を研究開発する作業部会、秘匿名「ブリッツアブライター（避雷針）」にも携わった。
エミールはヘルマン・ゲーリング国家元帥とも面識があった。
この大戦でエミールは戦功を讃えられドイツ十字章金賞、一級・二級剣付戦功十字章を受賞した。
敗戦直前の1945年5月1日に除隊した。

### 戦後
戦後の1957年、軍需産業のロビー団体であるドイツ防衛技術協会の発足に関与した。
1969年9月8日、バイエルン州ミュンヘンで88歳で死没した。